# Aleksander Radosavljevič
Aleksander Radosavljevič, född 25 april 1979 i Kranj, Jugoslavien (nuvarande Slovenien), är en slovensk före detta fotbollsspelare som avslutade sin karriär i den slovenska klubben Olimpija Ljubljana och Sloveniens fotbollslandslag.